# Бабиничский сельсовет (Витебский район)
Бабиничский сельсовет (бел. Бабініцкі сельсавет) — административная единица на территории Витебского района Витебской области Беларуси. Административный центр — агрогородок Бабиничи.

## История
С 1924 года деревня Руба в составе Бабиничского сельсовета, с 31 июля 1970 года — городской посёлок, с 26 июля 2017 года включён в городскую черту Витебска.
В 2011 году часть территории аг. Ольгово включена в городскую черту Витебска.

## Состав
Бабиничский сельсовет включает 27 населённых пунктов:
- Авдеевичи — деревня
- Ананино — деревня
- Бабиничи — агрогородок
- Барвин — деревня
- Белыновичи — деревня
- Бибиревка — деревня
- Буево — деревня
- Витьба — посёлок
- Гатушки — деревня
- Жебентяи — деревня
- Железняки — деревня
- Жмурково — деревня
- Казаново — деревня
- Кашино — деревня
- Клишево — деревня
- Коммунарка — деревня
- Косово — деревня
- Кошелево — деревня
- Максютки — деревня
- Ольгово — агрогородок
- Подберезье — деревня
- Полудетки — деревня
- Пышняки — деревня
- Светлый — посёлок
- Сеньково — деревня
- Чумачов Мох — деревня
- Шабуни — деревня

Упразднённые населённые пункты:
- Казимировка — деревня.